# Старое Чекурское
Старое Чекурское (чув. Кивĕ Чакă) — село в составе Нижнечекурского сельского поселения Дрожжановского района Татарстана.

## География
Около села протекает река Мемяш.
Село расположено на крайнем юге-западе Дрожжановского района РТ и граничит на севере и западе с Чувашской Республикой на юге-западе и юге с Ульяновской областью. В природном отношении оно входит в Средне-свияжский возвышенно-равнинный остепененный росток лесостепной провинции Приволжской возвышенности.
Рельеф территории — это возвышенная равнина с абсолютными высотами от 240 до 280 м, постепенно понижающая к юго-востоку. Максимальная отметка 280 м, являясь высшей точкой всего Предволжья РТ, около 1,5 % площади села — это балки и овраги.
Лесная растительность представлена дубравами и возникшими на их месте насаждениями с
господством осины, липы, березы. Подлесок, образованный кустарниками, состоит из лещки, бересклета, жимолости, крушины ломкой, шиповника.
В 1607 году на правом берегу безымянной речки образовалось селение Старое Чекурск, где жили татары, чуваши, мордва. О чем свидетельствует татарское кладбище, расположенное в центре села Старое Чекурск и мордовское кладбище, расположенное на севере 1,5 км от современного села Верхнее Чекурское. В 1646 году мордовское население уехало со всем хозяйством на запад, и образовало селения Атяшкино и Паркино (ныне Сурский
район Ульяновской области). Причиной их ухода, по преданию, явился сговор между татарами и чувашами, которые решили изгнать мордву и поделить их земли. Возможно так и было, ведь татарское кладбище оказалось на чувашской стороне.
Появление села связано с продвижением русских служилых людей в Поволжье, когда местные жители все дальше отходили от своих родных мест и осваивали более тихие места на окраинных землях. О чем свидетельствует название села и деревень, которые расположены в данной местности. Так, в 1647 году по левому берегу безымянной речки, ныне Туса, образовались селения Верхнее-Чекурск и Нижнее-Чекурск. Примерно в это же время, в 5 км к востоку от села образовалась деревня Новое Чекурское, в переводе на национальные языки означает «Кивĕ Чакă», «Чэке», то есть «граница».
Основным занятием жителей являлось пашенное и подсечно-огневое земледелие. Например, участок к югу от села, так называемый «Пуп саране», по словам старожилов, был сплошь покрыт лесом, о чем свидетельствовал и рельеф местности. Крестьяне селения никогда не были крепостными, по всей вероятности, они были государственными.
Археологическим памятником села являются останки мамонтов по реке Туса. С 1905 по 1909 годы в селе Старо-Чекурское была построена церковь и открыта церковно- приходская школа, первым
священником и учителем которой был уроженец села Большая Акса Петров Андрей Аркадьевич (умер в 1928 году). Церковь была закрыта в 1931 году, восстановлена и отреставрирована в 2001 году и действует поныне под руководством священника Волкова Олега Александровича.

## Транспорт
Около села проходит автодорога Старое Дрожжаное — Татарские Шатрашаны.

## Инфраструктура
Социокультурные объекты села:
- церковь;
- магазин.

## Церковь
Новая деревянная однопрестольная церковь архистратига Божия Михаила с. Старое Чекурское была построена в 2001 году.
1. ↑  Всероссийская перепись населения 2002 года